# Esgrima en los Juegos Panamericanos

Esgrima

La prueba de Esgrima fue admitida en los Juegos Panamericanos desde la primera edición que se celebró en Buenos Aires en Argentina en 1951.

## Eventos
Los siguientes eventos son los realizados en la prueba de esgrima, según la sede son los eventos realizados.

### Masculino
- Espada individual
- Florete individual
- Sable individual
- Espada por equipos
- Florete por equipos
- Sable por equipos

### Femenino
- Espada individual
- Florete individual
- Sable individual
- Espada por equipos
- Florete por equipos
- Sable por equipos

## Medallero Histórico
Actualizado Lima 2019
| Núm. | País                 | Oro | Plata | Bronce | Total |
| ---- | -------------------- | --- | ----- | ------ | ----- |
| 1    | Estados Unidos (USA) | 80  | 55    | 41     | 176   |
| 2    | Cuba                 | 55  | 32    | 29     | 116   |
| 3    | Argentina            | 12  | 16    | 26     | 54    |
| 4    | Venezuela            | 7   | 18    | 24     | 49    |
| 5    | Canadá               | 5   | 20    | 36     | 61    |
| 6    | México               | 3   | 6     | 15     | 24    |
| 7    | Brasil               | 1   | 5     | 15     | 21    |
| 8    | Chile                | 0   | 5     | 4      | 9     |
| 9    | Colombia             | 0   | 2     | 7      | 9     |
| 10   | República Dominicana | 0   | 2     | 0      | 2     |
| 11   | Panamá               | 0   | 1     | 3      | 4     |
| 12   | Puerto Rico          | 0   | 1     | 2      | 3     |
| 13   | Uruguay              | 0   | 1     | 1      | 2     |

- Datos: Q3951961